# NGC 5184
NGC 5184 (другие обозначения — UGC 8487, MCG 0-34-41, ZWG 16.81, KCPG 378B, PGC 47438) — спиральная галактика с перемычкой (SBc) в созвездии Дева.
Этот объект входит в число перечисленных в оригинальной редакции «Нового общего каталога».